# Іван Павелич
Іван Павелич (сербохорв. Ivan Pavelić, 10 лютого 1908, Загреб — 22 лютого 2011, Гринвіч) — югославський плавець, тенісист, футболіст і лижник.
Як футболіст виступав за клуб «Конкордія» (Загреб), а також національну збірну Югославії. Чемпіон Югославії. Учасник Олімпійських ігор 1924 у плаванні.

## Біографія
Павелич народився в Загребі. Був сином політика і стоматолога Анте Павелича, який відіграв значну роль у створенні Югославського королівства в 1918 році, а також був спікером у югославському Сенаті в 1932 році. В сім'ї було шестеро дітей — брати Тоні, Лоло, Нікола, Радован, а також сестра Неда.
Іван з дитинства демонстрував хороші спортивні результати. В 16 років потрапив до складу збірної з плавання, що брала участь в Олімпійських іграх 1924 року. Виступав у змаганнях на 200 м брасом і посів 6 місце у своєму запливі.
Був членом національної збірної з тенісу, з якою виступав на міжнародних змаганнях в Індії, Єгипті і Пакистані.
Виступав у складі загребського футбольного клубу «Конкордія». Грав переважно на позиціях лівого напівсереднього або лівого крайнього нападника. В 1930 році виграв з командою перший в її історії титул чемпіона Югославії, а також став найкращим бомбардиром змагань. Для потрапляння до фінального турніру клуб посів друге місце у  чемпіонаті Загреба, а потім у кваліфікації переміг «Ілірію» з Любляни з рахунками 6:1 і 6:0. Вже в кваліфікації Павелич продемовстрував спої бомбардирські якості, забивши в кожному з матчів по три голи. У фінальному турнірі виступало 6 команд. Перед останнім десятим туром чотири клуби зберігали шанси на титул, причому «Конкордія» була лідером, на одне очко випереджаючи БСК, «Хайдук» і «Югославію». Двоє останніх зіграли між собою внічию 1:1. «Конкордія» дома приймала БСК і здобула перемогу з рахунком 4:2, а Павелич забив 2 голи у першому таймі. За грою спостерігало 15 000 глядачів, які після свистка винесли гравців клубу з поля на своїх плечах, а на вулицях міста відбувались довгі гуляння з нагоди першого в історії клубу чемпіонства. На рахунку 10 матчів у фінальному турнірі і два в кваліфікації. Іван хоча б один раз забивав у ворота кожного з суперників по фінальному турніру і з десятьма голами став найкращим бомбардиром змагань разом з нападником БСК Благоє Мар'яновичем. Разом з Іваном у команді виступало два брати — Нікола і Радован.
В 1931 році був запрошений до складу «Хайдука» для участі у турне Південною Америкою. Зіграв у складі «Хайдука» 6 товариських матчів і забив 1 гол.
Павелич закінчив Загребський університет і отримав ступінь доктора юридичних наук після ще двох років навчання. Два роки працював в судах після чого відкрив приватну практику в Загребі. Вільно володів п'ятьма мовами та мав змогу залучити клієнтів з Австрії, Франції, Італії та Швейцарії. Після окупації Югославії Німеччиною, пробрався до Швейцарії, куди прибув 27 січня 1943 року. У Швейцарії познайомився з майбутньою дружиною Ірен, з якою перебрався до США і одружився в 1946 році.
У Сполучених Штатах проживав у Нью-Йорку, а потім у Гринвічі, займався торговельним бізнесом.
Помер у 2011 році у віці 103 років.

## Виступи за збірну
У 1927 році дебютував в офіційних матчах у складі національної збірної Югославії у грі проти Угорщини на позиції лівого нападника. Протягом кар'єри у національній команді зіграв 5 матчів. Єдиний гол забив у ворота збірної Румунії в 1929 році.
Був учасником одного матчу Балканського кубка 1929—1931 років, у якому збірна Югославії посіла 2 місце.
Грав у складі збірної Загреба з футболу. Зокрема, став автором одного з голів у матчі проти збірної Відня, коли загребська команда здобула несподівану перемогу з рахунком 2:1.

### Статистика виступів за збірну
| Дата       | Місто    | Господарі | Результат | Гості          | Турнір                  | Голи | Примітки |
| ---------- | -------- | --------- | --------- | -------------- | ----------------------- | ---- | -------- |
| 10.04.1927 | Будапешт | Угорщина  | 3 – 0     | Югославія      | товариський матч        | -    |          |
| 10.05.1929 | Бухарест | Румунія   | 2 – 3     | Югославія      | Кубок короля Олександра | 1    |          |
| 19.05.1929 | Коломбо  | Франція   | 1 – 3     | Югославія      | товариський матч        | -    | 18'      |
| 28.06.1929 | Загреб   | Югославія | 3 – 3     | Чехословаччина | товариський матч        | -    |          |
| 16.11.1930 | Софія    | Болгарія  | 0 – 3     | Югославія      | Балканський кубок       | -    |          |
| Усього     |          | Матчів    | 5         |                | Голів                   | 1    |          |

## Титули і досягнення
- Чемпіон Югославії (1):

«Конкордія»: 1930
- Друге місце Балканського кубка (1):

Югославія: 1929–1931